# Miga de pan (informática)

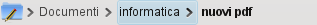
La barra de navegación de Dolphin, mostrando la implementación de una miga de pan.

La miga de pan (del inglés breadcrumb) o el hilo de Ariadna (del francés fil d'Ariane) es una técnica de navegación usada en  muchas interfaces gráficas de usuario, además de páginas web. Aunque su diseño puede adoptar infinidad de variantes, en términos generales consiste en una línea de texto en la que se indica el recorrido seguido y la forma de regresar. Permite que el usuario conozca la ruta de su ubicación en directorios y subdirectorios, y navegue a través de ella.
Una "ruta de exploración" (o "sendero de exploración") es un tipo de esquema de navegación secundario que revela la ubicación del usuario en un sitio web o aplicación web. La ruta de navegación de migas de pan, también conocido como breadcrumb trail, pertenece a esta categoría de navegación secundaria. Es un complemento a la navegación primaria o tradicional, que suele estar ubicada en la parte superior del sitio web.
El término en inglés, breadcrumb, proviene del cuento clásico Hansel y Gretel. En francés, en vez del rastro de migas, se ha acuñado el término fil d'Ariane evocando el hilo que Ariadna dejó a Teseo para que encontrase el camino de salida en el laberinto del Minotauro.

## Sitios web

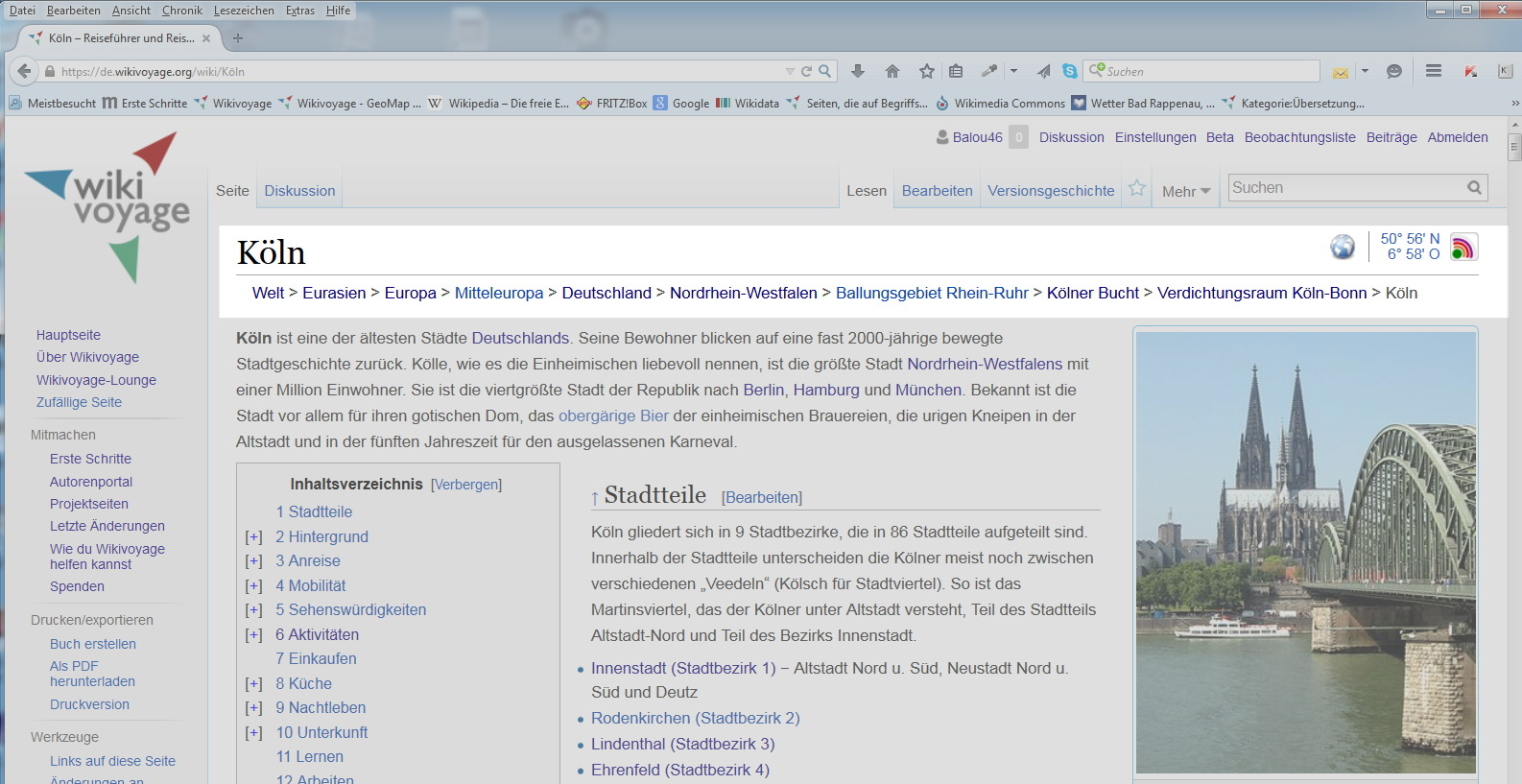
Ejemplo de su implementación en una página web.

Las migas de pan suelen aparecer de manera horizontal al principio de una página web. Pulsando sobre los enlaces que los forman, el usuario puede volver a recorrer el camino que le ha llevado a la página en la que se encuentra. 
Tienen un aspecto similar al siguiente:
Página→sección→subsección.

## Tipos de Migas de Pan

### De ubicación o localización
Informan del lugar donde se encuentra el contenido al que está accediendo el usuario dentro de la estructura del sitio WEB, por lo que es independiente de la dirección por donde le acceda.

### Dinámica o de Exploración
Muestra información dinámica dependiendo de la navegación que realice el usuario por lo que a cada contenido se le puede acceder desde diferentes rutas, sirve para mostrar el recorrido realizado por el visitante.

### Descriptivo o de atributo
Su objetivo es mostrar contenido referencial a la información visitada gracias a que están íntimamente ligado a los atributos (Metadatos) de cada contenido, por eso son muy utilizadas en tiendas en línea.